# Rosenbrust-Tangarenammer
Die Rosenbrust-Tangarenammer (Rhodinocichla rosea), früher auch als Rosenbrusttangare bezeichnet, ist eine Vogelart aus der gegenwärtig monotypischen Gattung Rhodinocichla. Sie wurde früher den Tangaren (Thraupidae) zugeordnet und erst 2015 als Art mit unsicherer Verwandtschaft eingestuft. Eine neuere molekularbiologische Studie legt eine Verwandtschaft mit den Sporn- und Schneeammern nah. Von der IOU wird die Art daher zurzeit (2018) in der eigenen Familie Rhodinocichlidae geführt.

## Merkmale
Die Rosenbrust-Tangarenammer ist ca. 20 cm lang. Das Männchen ist ein auffälliger Vogel mit einem langen Streifen über dem Auge, einem rosa Vorderkopf und weißen Hinterkopf. Die Körperoberseite ist dunkel, braun-schwarz, die Seiten dunkelgrau und die Körperunterseite magenta, wie auch die Flügelkante. Das Weibchen ist im Allgemeinen dem Männchen ähnlich, das auffällige rosa-magenta ist bei ihm jedoch durch eine dunkle Ockerfarbe ersetzt. Der Schnabel ist lang und leicht gebogen, wie bei den Spottdrosseln.

## Verbreitung und Lebensraum
Die Rosenbrust-Tangarenammer lebt in subtropischen und tropischen trockenen Wäldern und feuchten Küstenwäldern, sowie stark zerstörten ehemaligen Wäldern in Kolumbien, Costa Rica, Mexiko, Panama und Venezuela. Am häufigsten kommt sie vor in Höhenlagen zwischen 500 und 1500 m über dem Meer.

## Lebensweise
Die Rosenbrust-Tangarenammer lebt gewöhnlich einzeln oder paarweise. Sie huscht durch das niedrige Unterholz und auf dem Boden entlang, wo sie Blätter und Streu mit dem Schnabel durchstöbert. Sie ist ein scheuer und schwer zu beobachtender Vogel, antwortet jedoch bereitwillig auf Gesangsaufnahmen. Der Gesang ist eine lange Folge von klaren Tönen und ertönt manchmal im Duett, wenn sich zwei Vögel abwechseln.  Sie ernährt sich von einer Mischung aus tierischer und pflanzlicher Kost. Gebrütet wird laut unterschiedlichen Berichten im Juli in Mexiko und zwischen Januar und September in Costa Rica.

## Status
Die Rosenbrust-Tangarenammer hat eine weite Verbreitung und wird von Partners in Flight auf eine Gesamtpopulation von ca. 50.000 Exemplaren geschätzt. Die Population erscheint jedoch stabil zu sein und die International Union for Conservation of Nature hat ihren Status als „nicht gefährdet“ (least concern) eingestuft.